# Kevin Viñuela
Kevin Tarek Viñuela González (4 de diciembre de 1995) es un deportista español que compite en triatlón y acuatlón.
Ganó tres medallas en el Campeonato Mundial de Acuatlón entre los años 2019 y 2024, y tres medallas en el Campeonato Europeo de Acuatlón, entre los años 2023 y 2025. Además, obtuvo una medalla en el Campeonato Mundial de Triatlón Campo a Través de 2025 y dos medallas en el Campeonato Europeo de Triatlón Campo a Través, en los años 2022 y 2024.

## Palmarés internacional
| Campeonato Mundial | Campeonato Mundial     | Campeonato Mundial | Campeonato Mundial |
| Año                | Lugar                  | Medalla            | Prueba             |
| ------------------ | ---------------------- | ------------------ | ------------------ |
| 2019               | Pontevedra (España)    | Medalla de plata   | Individual         |
| 2022               | Šamorín (Eslovaquia)   | Medalla de plata   | Individual         |
| 2024               | Townsville (Australia) | Medalla de oro     | Individual         |
| Campeonato Europeo |                        |                    |                    |
| Año                | Lugar                  | Medalla            | Prueba             |
| 2023               | Menen (Bélgica)        | Medalla de plata   | Individual         |
| 2024               | Coímbra (Portugal)     | Medalla de oro     | Individual         |
| 2025               | Pamplona (España)      | Medalla de oro     | Individual         |

| Campeonato Mundial | Campeonato Mundial  | Campeonato Mundial | Campeonato Mundial |
| Año                | Lugar               | Medalla            | Prueba             |
| ------------------ | ------------------- | ------------------ | ------------------ |
| 2025               | Pontevedra (España) | Medalla de bronce  | Individual         |
| Campeonato Europeo |                     |                    |                    |
| Año                | Lugar               | Medalla            | Prueba             |
| 2022               | Bilbao (España)     | Medalla de plata   | Individual         |
| 2024               | Coímbra (Portugal)  | Medalla de oro     | Individual         |